# Джо Леллі
Джозеф Френсіс Леллі (англ. Joseph Francis Lally) — американський басист, вокаліст, власник лейблу Tolotta records, найбільш відомий своєю роботою з Fugazi.

## Біографія
Джо Леллі народився 3 грудня 1963 в Сільвер-Спрінг, штат Меріленд.

### Fugazi
У 1987 році Джо Леллі та Ян Маккей створили гурт Fugazi. Джо Леллі залишався басистом гурту до їхньої «невизначеної перерви» у 2003 році.

### Tolotta records
Леллі заснував рекорд-студію Tolotta Records (розповсюджується через Dischord Records), яка була активною з 1994 по 2001 рік, випускаючи відомі релізи таких виконавців, як Dead Meadow, Spirit Caravan, Stinking Lizaveta & Orthrelm.

### Сайд-проекти
На початку 2002 року Леллі приєднався до колишніх учасників гурту Frodus, Шелбі Сінка (Shelby Cinca) та Джейсона Хамахера (Jason Hamacher) та створили гурт The Black Sea, але згодом назву замінили на Decahedron. Гурт випустив міні-альбом та повноцінний альбом ще до того, як Леллі покинув Decahedron. Леллі також працював із Джоном Фрусчанте (John Frusciante) та Джошем Клінгхоффером (Josh Klinghoffer) у складі гурту Ataxia, випустивши два альбоми: Automatic Writing (2004) та AW II (2007).

### Сольна кар'єра
У 2006 році Леллі грав на бас-гітарі з легким акомпанементом з ноутбука в різних університетських містечках, що дозволило напрацювати матеріал для його першого сольного альбому There to Here, який вийшов восени 2006 року. У записі альбому брали участь: Джеррі Бушер (Jerry Busher), Ян Маккей (Ian MacKaye), Емі Фаріна (Amy Farina), Гай Пічіотто (Guy Picciotto), Скотт Вайнріх (Scott Weinrich) та багато інших музикантів з музичної сцени Вашингтону.
У 2007 році він гастролював по США з філадельфійськими гуртами Capillary Action та Melvins, а також Європою та Японією з італійським гуртом Zu. У листопаді 2007 року вийшов його другий сольний альбом Nothing Is Underrated.
Леллі випустив свій третій альбом Why Should I Get Used to It у квітні 2011 року.

### The Messthetics
У 2016 році Леллі, разом з гітаристом Ентоні Пірогом (Anthony Pirog) і барабанщиком Бренданом Канті (Brendan Canty) (екс учасник Fugazi), створив інструментальне тріо The Messthetics. Перший альбом гурту під однойменною назвою The Messthetics був випущений на студії Dischord у 2018 році. Він був записаний наживо в кімнаті для звукозаписів, яку надав Брендан Канті. 6 вересня 2019 року на студії Dischord Records був випущений наступний альбом, Anthropocosmic Nest. Альбом був включений у рейтинг Bandcamp «Найкращий панк на Bandcamp» за вересень 2019 року.

### Coriky
У 2018 році Леллі разом з Яном Маккеєм (Fugazi) і Емі Фаріною (The Evens) дебютували в новому гурті. У лютому 2020 року було оголошено, що гурт, який тепер називається Coriky, випустить свій перший альбом 27 березня 2020 року. Дебютний сингл «Clean Kill» був випущений 11 лютого, 2020.

## Особисте життя
Джо жив у Римі, Італія, зі своєю дружиною та дочкою до 2015 року, коли він повернувся до Вашингтону.

## Дискографія
Разом з Fugazi
- Repeater (1990) Dischord
- Steady Diet of Nothing (1991) Dischord
- In on the Kill Taker (1993) Dischord
- Red Medicine (1995) Dischord
- End Hits (1998) Dischord
- The Argument (2001) Dischord

Сольні альбоми
- There to Here (2006) Dischord
- Nothing Is Underrated (2007) Dischord
- Why Should I Get Used to It (2011) Dischord

Разом з The Messthetics
- The Messthetics (2018) Dischord
- Anthropocosmic Nest (2019) Dischord

Разом з Coriky
- Coriky (2020) Dischord